# 比莱巴罗尼
比莱巴罗尼（法語：Buis-les-Baronnies，法語發音：[bɥi le baʁɔni]）是法国東南部德龙省的一个市镇，位於烏韋茲河右岸，属于尼永斯区。

## 地理
比莱巴罗尼（44°16'31"N, 5°16'28"E）面积33.74 平方千米，位于法国奥弗涅-罗讷-阿尔卑斯大区德龙省，该省份为法国东南部内陆省份，北起顺时针与伊泽尔省、上阿尔卑斯省、上普罗旺斯阿尔卑斯省、沃克吕兹省和阿尔代什省接壤。
与比莱巴罗尼接壤的市镇（或旧市镇、城区）包括：博瓦桑、贝西尼昂、埃加利耶、乌韦兹河畔拉佩讷、普罗皮亚克、罗什布吕讷、拉罗什叙勒比、圣雅勒、韦尔夸朗、圣莱热迪旺图。

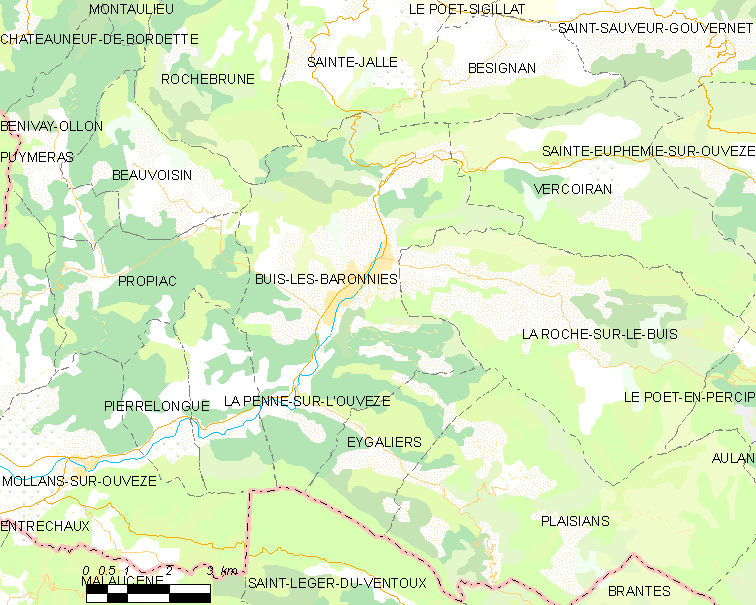
比莱巴罗尼的OSM定位图

比莱巴罗尼的时区为UTC+01:00、UTC+02:00（夏令时）。

## 行政
比莱巴罗尼的邮政编码为26170，INSEE市镇编码为26063。

## 政治
比莱巴罗尼所属的省级选区为尼永斯-巴罗尼县。

## 人口

1962-2008年间比莱巴罗尼人口变化图示

比莱巴罗尼于2022年1月1日时的人口数量为2226人。